# 次優理論
在福利經濟學中，次優理論（英語：Theory of the second best），又稱次佳理論，是用來處理當一項或多項柏拉圖效率條件無法達成時，所發生的經濟狀況。這個理論最早在理查德·利普西（Richard Lipsey）與凱爾文·蘭開斯特（Kelvin Lancaster）在1956年提出的論文〈次優的一般理論〉（The General Theory of Second Best）中被提出。